# Heartbreakers (Tangerine Dream)
Heartbreakers is een studioalbum van Tangerine Dream, uitgegeven in 1985. Het album bevat filmmuziek uit de gelijknamige film van Bobby Roth met in de hoofdrollen Peter Coyote en Nick Mancuso. Tangerine Dream leverde in die dagen filmmuziek aan de lopende band (ook voor Roth) en dat kwam de kwaliteit niet altijd ten goede. Bovendien was men in die dagen druk aan het experimenteren met de verbeteringen op synthesizergebied, dat ook al niet bijdroeg aan de muziek die de fans van Tangerine Dream gewend waren. De vroegere synthesizers hadden een nogal zware klank, terwijl de nieuwere apparatuur veel lichter klonk.
Ondanks alle bezwaren tegen deze licht filmmuziek werd het album een cultplaat. De reden daarvan was, dat het album oorspronkelijk alleen in Duitsland werd verspreid en snel uit roulatie ging. Een reden hiervoor was wellicht dat Tangerine Dream net hun contract met Virgin Records had beëindigd. De info op het album is eveneens zeer schaars.

## Musici
- Christopher Franke, Edgar Froese, Johannes Schmoelling – synthesizers, elektronica

## Muziek
Alles door Franke, Froese en Schmoelling

| Nr. | Titel                    | Duur |
| --- | ------------------------ | ---- |
| 1.  | Heartbreakers            | 2:30 |
| 2.  | Footbridge to Heaven     | 3:00 |
| 3.  | Twilight Painter         | 4:12 |
| 4.  | Gemini                   | 3:28 |
| 5.  | Rain in N.Y. City        | 3:23 |
| 6.  | Pastime                  | 3:00 |
| 7.  | The Loser                | 3:17 |
| 8.  | Breathing the Night Away | 2:25 |
| 9.  | Desire                   | 5:38 |
| 10. | Thorny Affair            | 3:10 |
| 11. | Daybreak                 | 4:07 |